# George Harvey
George Harvey   (Gloucestershire, 9 de gener de 1878 - Alicedale, 3 d'octubre de 1959) va ser un tirador, anglès de naixement, que va competir sota bandera sud-africana a començaments del segle xx.
El 1912 va prendre part en els Jocs Olímpics d'Estocolm, on disputà cinc proves del programa de tir. Els millors resultats els aconseguí en les proves de rifle militar per equips i rifle lliure per equips, on fou quart i sisè respectivament. En les altres tres proves finalitzà en posicions força endarrerides.
Vuit anys més tard, un cop finalitzada la Primera Guerra Mundial, va disputar cinc proves del programa de tir dels Jocs d'Anvers. Guanyà la medalla de plata en la competició de rifle militar, 600 metres equips. En les altres proves destaca la cinquena posició en la de rifle militar 300 i 600 metres, bocaterrosa per equips i la vuitena en les de carrabina, 50 metres per equips i rifle militar 300 metres, bocaterrosa per equips com a millors resultats.